# ムピカ
ムピカ（Mpika）はザンビア共和国ムチンガ州の都市である。
2010年の人口は3万9724人。
州都カスマとムバラ に通じるグレート・ ノース・ロード と タンザニアのダルエスサラームに続くタンザム・ハイウェイのジャンクション地点に位置する。
町から約5km地点にはタンザン鉄道（タザラ鉄道）のムピカ駅がある。
ムピカは近隣の行政中心地であり、中心には、役場や郵便局がある。近くにはルウィティキラ滝があり、町の南には新石器時代 onwards の洞窟壁画 (rock art) が見られるNachikufu 洞窟がある。

## 教育
1970年代、スウェーデン政府の援助機関 SIDA がムピカのすぐ近くに農業大学を設立した。スウェーデン、インド、その他の国からたくさんの人が招聘されてこの大学で教鞭をとった。最終的には、大学のすべてのポストは現地出身の教授が占めることとなり、国外出身者は大学を去った。

## 交通運輸
2007年、マラウイ鉄道をムチンジとチパタからムピカへ延長しタンザン鉄道とつなげることが提案された。